# Bengt Filipsson (Ulv)
Bengt Filipsson (Ulv), född på 1300-talet, död mellan 8 december 1381–11 mars 1382, var en svensk riddare, häradshövding och riksråd.

## Biografi
Bengt Filipsson (Ulv) var son till riddaren och riksrådet Filip Ulfsson (Ulv) och Gödelin Gotskalksdotter (van Kyren). Han nämns första gången 1341 och blev mellan 1346–1349 riddare. Bengt Filipsson var 1356 och 1358 kung Eriks råd och blev 1361 riksråd. Han var 1365 justitiarius hos kung Albrekt och var från 1356 till 23 juni 1380 häradshövding i Kinda härad. Bengt Filipsson var från 1361 till1381 häradshövding i Oppunda härad och 1381 häradshövding i Valkebo härad. Han avled mellan 1381–1382.
Han har skrivit på flera brev på Långnäs i Kättilstads socken, där hans fader bodde.

### Egendom
Bengt Filipsson ägde landbohemman ii Aska härad, Bobergs härad, Göstrings härad, Kinda härad, Lysings härad, Memmings härad och Valkebo härad i Östergötland, i Sevede härad och Tjusts härad i Småland, i Hölebo härad och Öknebo härad i Södermanland, i Hagunda härad, Långhundra härad och Ärlinghundra härad i Uppland, i Snevringe härad i Västmanland, och i Kinnefjärdings härad i Västergötland.

### Familj
Bengt Filipsson gifte sig senast 1349 med Birgitta Karlsdotter (delad sköld) (levde 1359), dotter till riddaren och riksrådet Karl Näskonungsson (delad sköld) och Helga Petersdotter (tre snedrutor).
Bengt Filipsson gifte sig andra gången senast 1369 med en dotter (Sparre av Aspnäs) till riddaren och riksrådet Magnus Gislesson (Sparre av Aspnäs) och Birgitta Knutsdotter (Algotsönernas ätt). De fick tillsammans barnen Magnus Bengtsson (Ulv) och riddaren och riksrådet Gotskalk Bengtsson (Ulv).
Han gifte sig tredje gången senast 1375 med Cecilia Ulfsdotter (Ulvåsaätten), dotter till riddaren, riksrådet och lagmannen  Ulf Gudmarsson (Ulvåsaätten) och Birgitta Birgersdotter (Finstaätten). Hon var änka efter häradshövdingen Laurens Sunesson (Örnsparre) i Österrekarne härad.